# جیووانی فانلو
جیووانی فانلو (انگلیسی: Giovanni Fanello؛ زادهٔ ۲۱ فوریهٔ ۱۹۳۹) بازیکن فوتبال اهل ایتالیا است.
از باشگاه‌هایی که در آن بازی کرده‌است می‌توان به باشگاه فوتبال آلساندریا، باشگاه فوتبال تورینو، باشگاه فوتبال کاتانیا، باشگاه فوتبال رجانا، باشگاه فوتبال آ.ث. میلان، و باشگاه فوتبال ناپولی اشاره کرد.